# Броды (Глусский район)
Броды́ (бел. Брады́) — деревня в составе Хвастовичского сельсовета Глусского района Могилёвской области Республики Беларусь.

## Население
- 1999 год — 19 человек
- 2009 год — 12 человек
- 2015 год — 8 человек